# Forteresse de Sagres
La forteresse de Sagres est une construction militaire située sur la Pointe de Sagres (pt), non loin du cap Saint-Vincent, le point le plus au sud-ouest du Portugal.
Elle est située dans la freguesia de Sagres (Vila do Bispo), dans la région de l'Algarve. Elle est intégrée dans le parc naturel du Sud-Ouest Alentejano et Costa Vicentina, une aire protégée du Sud-Ouest du Portugal.

## Histoire
Elle accueillit l'École navale créée par Henri le Navigateur et reste le vestige symbolisant les explorations portugaises du XVe siècle le long des côtes africaines.
La forteresse fut classée monument national en 1910.

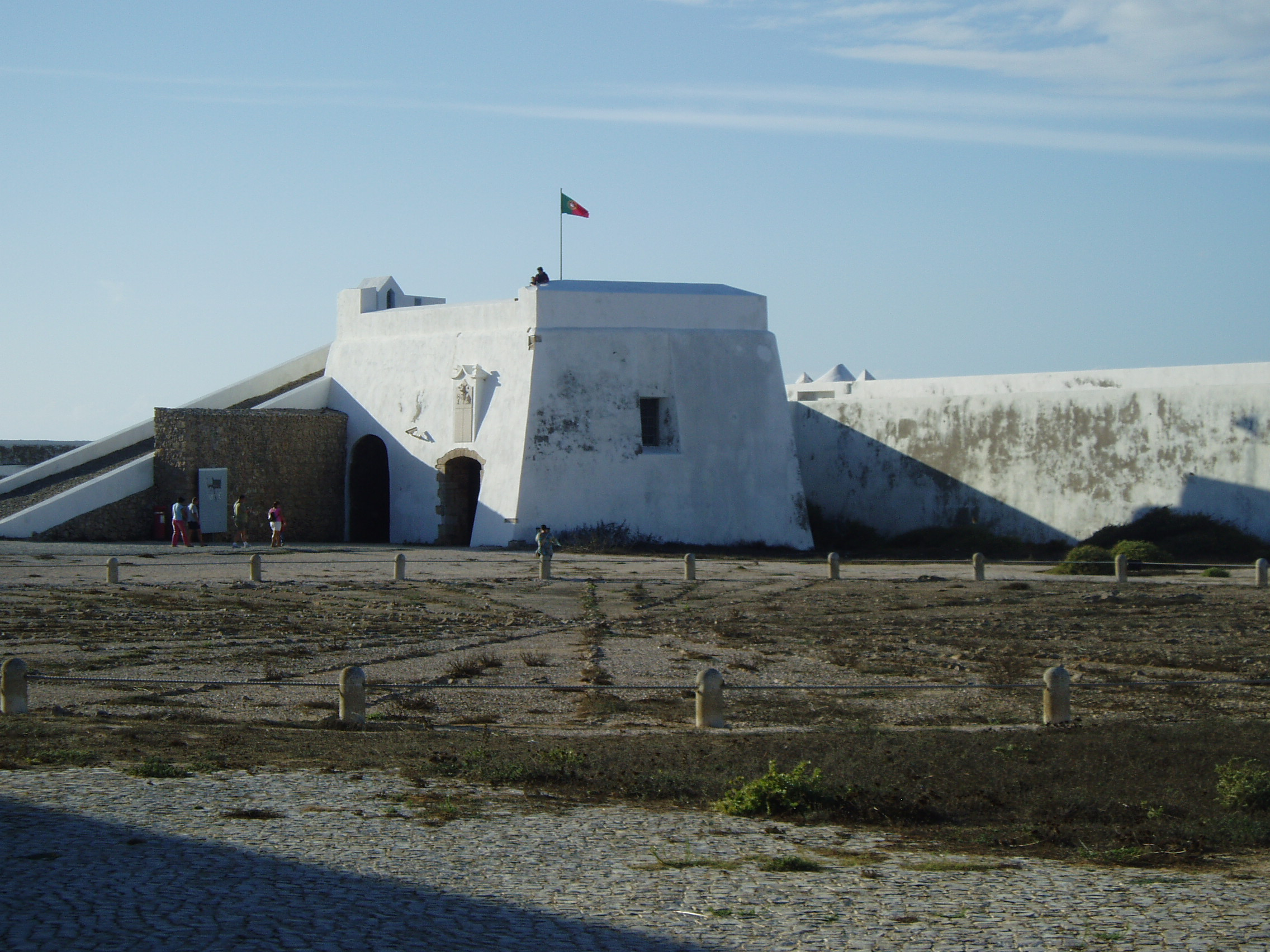
La rose des vents devant l'École navale.
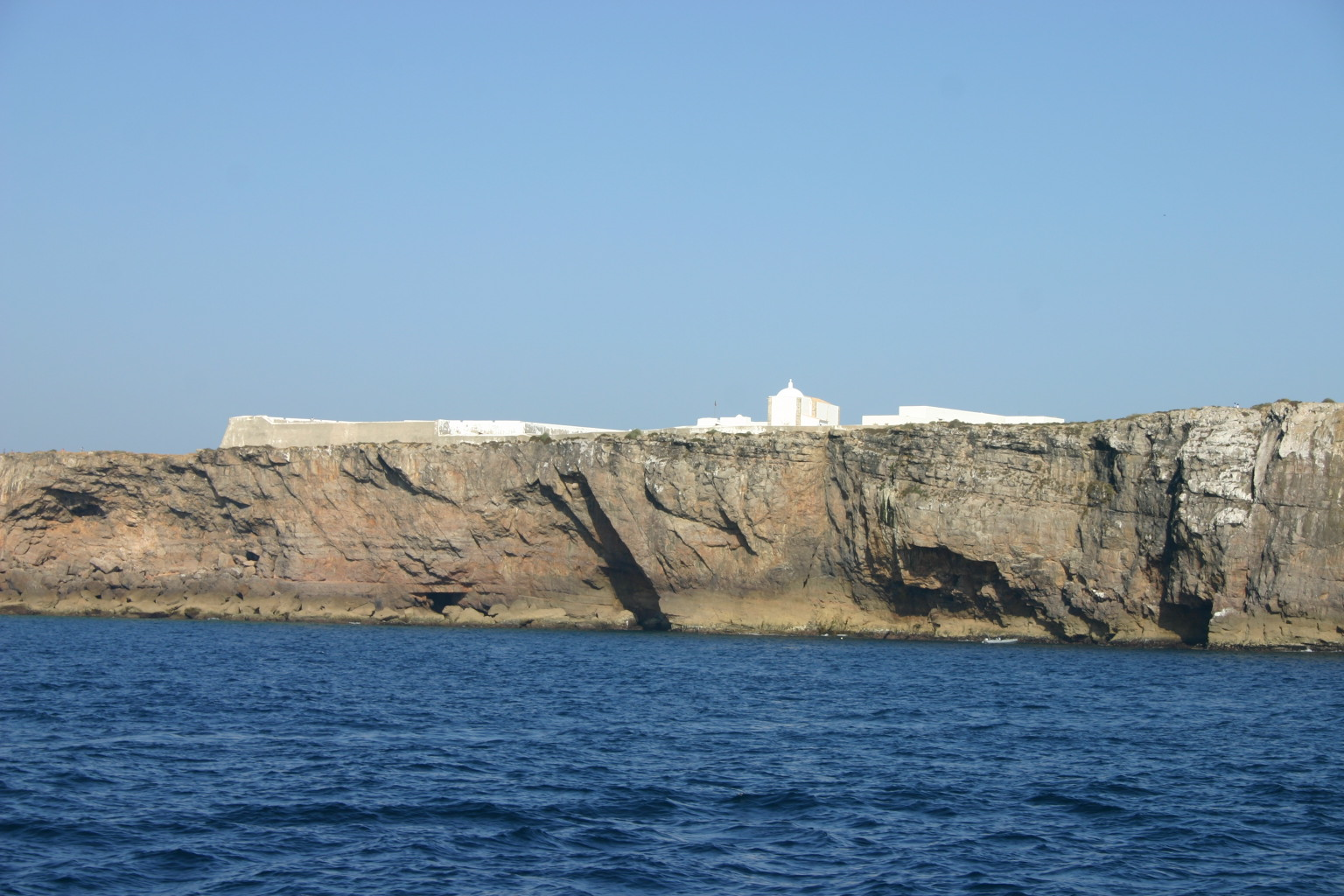
Le fort vu de la mer.